# مور الجديدة
مور الجديدة أو نيو مور هي جزيرة صغيرة غير مأهولة كانت توجد في خليج البنغال لوحظت الجزيرة للمرة الأولى في أوائل السبعينيات في منتصف المسافة بين الهند وبنغلاديش بعد اعصار
بولا الجزيرة كانت مصدر لخلاف بين الهند و بنجلاديش دام لمدة ٣٠ سنة سبب النزاع بين البلدين انه كان الاعتقاد بأنه يوجد على الجزيرة غاز طبيعي أو نفط واختفت عام ٢٠١٠ .